# Maceira (Covelo)
Maceira (oficialmente San Salvador de Maceira) es una parroquia española del municipio de Covelo, perteneciente a la provincia de Pontevedra, en la comunidad autónoma de Galicia.

## Historia
Hacia mediados del siglo XIX, el lugar, por entonces referido como una feligresía, tenía contabilizada una población de 835 habitantes. Aparece descrito en el décimo volumen del Diccionario geográfico-estadístico-histórico de España y sus posesiones de Ultramar de Pascual Madoz con las siguientes palabras:

MACEIRA (San Salvador): felig. en la prov. de Pontevedra (7 leg.), part. jud. de Cañiza (1), dióc. de Tuy (6), ayunt. de Cobelo (1/2): sit. á la izq. del r. Tea y en la parte occidental del monte Pedroso; la combaten los vientos NE. y SO.: el clima es bastante saludable, pues no se padecen otras enfermedades comunes que fiebres gástricas y biliosas. Tiene 139 casas, distribuidas en el l. de su nombre y en los barrios denominados Maceira de Abajo y Maceira de Arriba. La ig. parr. (San Salvador), está servida por un cura de segundo ascenso y de Patronado laical. Confina el térm. N. felig. de Fofe; E. monte Pedroso; S. Cobelo, y O. Barcia de Mera. Le baña por la der. el r. Deba, el cual nace en las montañas de Camposancos, corre de N. á O. y confluye en el Miño en el valle de Salvatierra. El terreno participa de monte y llano y de las calidades mediana é ínfima: en la parte montuosa se crian generalmente tejos y otros arbustos, y en las llanuras y valles cereales y pastos. Los caminos son locales, pasando tambien por el térm. la vereda que conduce á la cap. del ayunt., Gondones, Prado y otros puntos de la prov. prod.: maiz, centeno, trigo, patats, lino y pastos; cria ganado vacuno, de cerda y lanar; hay caza de liebres, perdices y conejos, y pesca de truchas. ind.: la agricultora, molinos harineros en mediano estado, arriería y herrerías. pobl.: 175 vec., 835 alm. contr.: con su ayunt. (V.)
(Madoz, 1847, p. 515)

En 2022, tenía empadronados 297 habitantes.

## Patrimonio
Hay en la parroquia una iglesia de San Salvador.